# Melan-Tekke

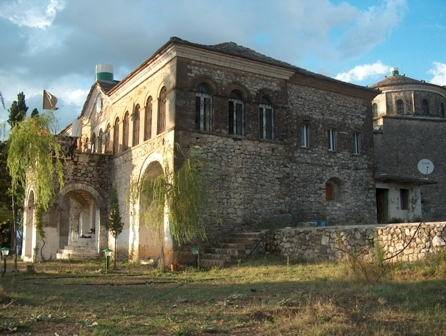
Hauptgebäude

Die Melan-Tekke (albanisch Teqeja e Melanit) ist eine Tekke (Derwischkloster) und ein berühmter Pilgerort des Sufiordens der Bektaschi aus dem Jahre 1800 bei Libohova im Süden Albaniens. Die Tekkel liegt über der Dropull-Ebene südlich der Stadt Gjirokastra auf einem Hügel auf der östlichen Talseite beim kleinen Dorf Vllaho-Goranxia.
Die heutige Tekke wurde um das Jahr 1800 unter Baba Aliu von der Tekke von Zall gebaut, eine ältere Tekke ersetzend. Gemäß anderen Quellen stammt der Bau aber aus dem Jahr 1870. Baba Alius Grabmal (Türbe) befindet sich neben dem Hauptgebäude. Zum Areal, das reich, unter anderem mit Zypressen bewachsen ist, gehören auch ein Brunnen aus osmanischer Zeit und ein Aquädukt, der ihn mit Wasser versorgte. Das zweistöckige Hauptgebäude ist vergleichsweise groß und besteht aus dem Gebetssaal und angrenzenden Räumen. Sie wird von den Anhängern des schiitisch geprägten Bektaschi-Ordens zum Beten, Studieren, Meditieren und Hören von Predigten der Babas genutzt. Zu den Feiertagen der Bektaschi versammeln sich Gläubige nicht nur zu religiösen Zeremonien, sondern veranstalten auf dem Gelände der Tekke auch soziale Zusammenkünfte und veranstalten Picknicks in der Natur.
Der Hügel beheimatete bereits vor über 2000 Jahren eine epirotische oder illyrische Festung. Material von einer antiken Befestigungsmauer wurde später für den Bau der Tekke verwendet. Es wurden auch Keramikreste aus dem 4. Jahrhundert vor Christus gefunden. Die alten Mauern wurden in der Spätantike um das 5. oder 6. Jahrhundert nach Christus erneuert. Aus dem Mittelalter stammen die Reste einer kleinen Kirche. Vor dem Bau der ersten Tekke soll sich ein christliches Kloster hier befunden haben.
Heute liegt die Tekke abgelegen in den Hügeln am Osthang des Tals. Früher führte aber die Karawanenroute durchs Drino-Tal hier durch. Auf dieser waren die Engländer Baron John Cam Hobhouse und Lord Byron während ihrer Reise von Ioannina nach Tepelena, wo sie Ali Pascha Tepelena trafen, unterwegs. Im Ersten Weltkrieg und im Zweiten Weltkrieg wurde die Tekke von griechischen Truppen stark beschädigt.
1963 wurde das Areal zum nationalen Kulturgut erklärt. Die Melan-Tekke wurde im Zuge der Atheismuskampagne unter Diktator Enver Hoxha Ende der 1960er Jahre zu Zeiten der Sozialistischen Volksrepublik Albanien geschlossen und teilweise zerstört. Zeitweise nutzte das Militär die Anlage. Nach der Aufhebung des Religionsverbots im Jahr 1990 wurde die Tekke von Gläubigen aus den Orten Nepravishta, Libohova und Lazarat wiederaufgebaut. 1994 wurde die Tekke wiedereröffnet. Die Arbeiten dauerten aber bis ins Jahr 2002 an. Die Tekke unterliegt der Großvaterschaft (Gjyshata) Gjirokastra. Heute wird die Melan-Tekke dauerhaft von einem Derwisch bewohnt.